# Harald J. Wester
Harald J. Wester (Linz am Rhein, 26 februari 1958) is technisch directeur van Fiat Chrysler NV en CEO van Abarth, Alfa Romeo en Maserati, die allen deel uitmaken van Fiat Chrysler NV.
Wester behaalde in 1986 een masterdiploma in werktuigbouwkunde op de Technische Universiteit van Braunschweig. Hij ging in 1991 bij het concern Volkswagen AG werken en was daar algemeen directeur van het onderdeel "Vehicle Research & New Concepts". Hij had die functie tot 1995 toen hij bij dochteronderneming Audi ging werken als programmamanager van A2 modellen en speciale voertuigen. Wester verliet Volkswagen AG in januari 1999 en kreeg een baan als directeur van de researchafdeling van Ferrari, waar hij tot januari 2002 werkte. Wester werkte de volgende twee jaar als hoofd van techniek en als technisch directeur bij Magna Steyr. Daarna, in 2004, kwam hij terug bij Fiat S.p.A., waar hij werkte als technische directeur van Fiat. Wester werd echter in september 2007 gepromoveerd tot technische directeur van het gehele concern, Fiat S.p.A.. In augustus 2008 werd hij benoemd tot CEO van Maserati. Hij werd daarnaast ook in januari 2009 tot CEO van Abarth benoemd en in januari 2010 tot CEO van Alfa Romeo.
Op 1 september 2011 werd Wester lid van de uitvoerende raad van Fiat S.p.A, die later tot Fiat Chrysler NV werd omgedoopt.